# Mimosa martindelcampoi
Mimosa martindelcampoi är en ärtväxtart som beskrevs av Medrano. Mimosa martindelcampoi ingår i släktet mimosor, och familjen ärtväxter. Inga underarter finns listade i Catalogue of Life.